# Оризонтина
Оризонтина (порт. Horizontina) — муниципалитет в Бразилии, входит в штат Риу-Гранди-ду-Сул. Составная часть мезорегиона Северо-запад штата Риу-Гранди-ду-Сул. Входит в экономико-статистический микрорегион Трес-Пасус. 

## Население
В 2006 году население составляло 18 199 человек. Занимает площадь 228,849 км². Плотность населения — 79,5 чел./км².

## История
Город основан 18 декабря 1954 года.
В городе родилась супермодель Жизель Бюндхен.

## Статистика
- Валовой внутренний продукт на 2003 составляет 686.074.337,00 реалов (данные: Бразильский институт географии и статистики).
- Валовой внутренний продукт на душу населения на 2003 составляет 38.178,87 реалов (данные: Бразильский институт географии и статистики).
- Индекс развития человеческого потенциала на 2000 составляет 0,825 (данные: Программа развития ООН).

## География
Климат местности: субтропический гумидный.